# Agni (missile)
Agni è una famiglia di missili balistici con gittata a medio raggio e/o raggio intermedio sviluppati dall'India per lanciare le sue testate nucleari ed altre "testate speciali".
Il nome Agni è il nome del dio indù del fuoco: il primo lancio del missile Agni è avvenuto nel maggio 1989, nella versione oggi denominata Agni-I. Attualmente il programma Agni ha dato origine ad una evoluzione del missile iniziale denominata Agni-II, ed è in sviluppo una terza versione, l'Agni-III.

## Agni-I
Lungo 18 metri e pesante 7.500 kg, l'Agni-I è un missile a due stadi ed ha una gittata presunta compresa fra 550 e 1500 km; è stato sviluppato a partire dall'SLV-3, il veicolo di lancio satellitare del programma spaziale civile indiano, che ha costituito il primo stadio a propellente solido, e dal Prithvi-II che in versione ridotta costituisce il secondo stadio. Il sistema di guida terminale è probabilmente inerziale, sviluppato con l'aiuto della Germania.
Lanci di prova dell'Agni-I:
- maggio 1989 (primo volo)
- maggio 1992 (secondo test, riuscito solo parzialmente)
- febbraio 1994 (simulata una traiettoria di 2500 km, gittata reale raggiunta 1450 km)

## Agni-II

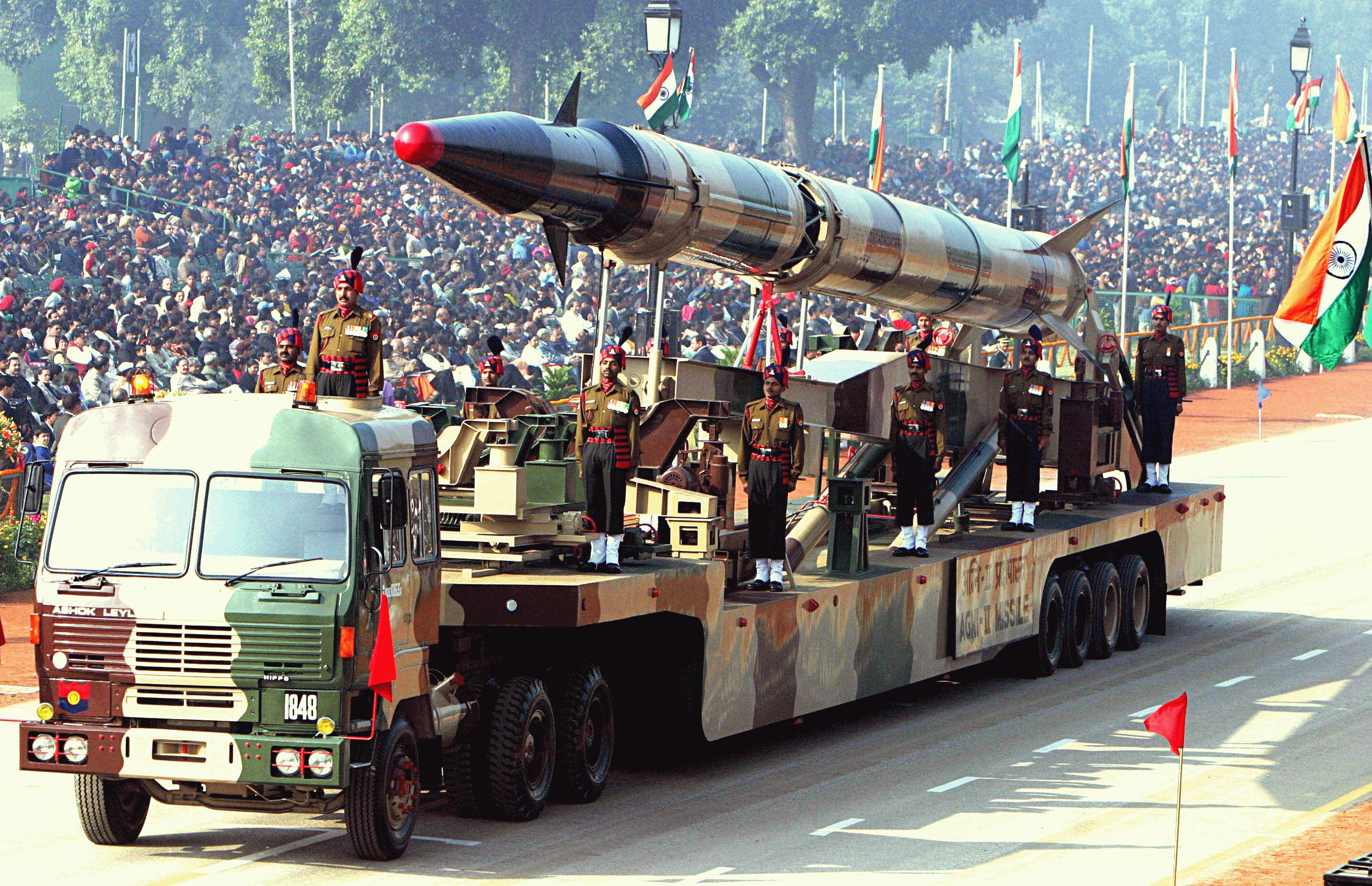
Missile Agni-II alla parata del Giorno della Repubblica del 2004 (foto: Antônio Milena/ABr)

Questa seconda versione del missile Agni ha una gittata sicuramente di 2200 km, e teorica di 3000 km, con una testata convenzionale di 1000 kg o una nucleare di 200 kilotoni. Questa versione ha un secondo stadio a propellente solido riprogettato ex novo, che sostituisce quello del Prithvi: l'Agni-II può essere lanciato con un preavviso di soli 15 minuti, un grosso miglioramento rispetto alla mezza giornata di preparativi necessaria per approntare al lancio l'Agni-I. Il sistema di navigazione è stato migliorato ed è circa tre volte più preciso della prima versione. Per l'Agni-II è stata sviluppata una piattaforma mobile in grado di trasportare (e lanciare) il missile sia su strada che per ferrovia.
L'Agni-II ha volato per la prima volta l'11 aprile 1999, su una rotta balistica studiata per simulare una gittata di 3000 km, percorrendo però solo 2100 km: quindi sebbene sia in grado di raggiungere tutto il Pakistan e buona parte della Cina, non arriva a minacciare le maggiori città di quest'ultima.

## Agni-III
Questa nuova evoluzione dell'Agni avrà tre stadi invece dei due dei suoi predecessori, ed è in fase finale di sviluppo. Delle sue capacità si conoscono soltanto alcune notizie di massima: la gittata prevista è fra 4000 e 6000 km, e il secondo stadio dovrebbe essere a propellente solido come quello dell'Agni-II. Con questo missile l'India è in grado di colpire Pechino e le altre grandi città cinesi.
Il 15 maggio 2005 venne annunciato che l'Agni III era tecnicamente pronto per il lancio. Ma vista la pericolosità del missile l'India ha deciso di rimandare per il momento il lancio per ragioni diplomatiche relative alla non proliferazione. Il primo lancio di collaudo è avvenuto il 9 luglio 2006.